# Andrzej Jarczewski
Andrzej Franciszek Jarczewski (ur. 25 maja 1950 w Turku) – polski inżynier, filozof i filolog, działacz opozycji demokratycznej w PRL, samorządowiec.

## Życiorys
Syn Feliksa i Marianny z d. Stawickiej.
Jest absolwentem Politechniki Śląskiej, Wydział Automatyki, Elektroniki i Informatyki (1974) oraz Uniwersytetu Śląskiego, Wydział Filologiczny (1979). W latach 1974–1982 był nauczycielem akademickim w Instytucie Automatyki Politechniki Śląskiej. W latach 1983–1985 dozorca w KWK Zabrze-Bielszowice. W latach 1986–1991 pracował m.in. w firmie komputerowej Proster.
W marcu 1968 roku uczestniczył w protestach studenckich w Gliwicach. W latach 1975–1980 był członkiem Związku Nauczycielstwa Polskiego. Od 1980 roku był członkiem Komisji Zakładowej NSZZ „Solidarność” w Instytucie Automatyki PŚ.
W 1981 roku został redaktorem technicznym i autorem w tygodniku „Informator NSZZ „Solidarność” Politechniki Śląskiej”; był działaczem Gliwickiej Delegatury NSZZ „Solidarność” Regionu Śląsko-Dąbrowskiego, a po 13 grudnia 1981 – Drugiego Garnituru Gliwickiej Delegatury „S”. W listopadzie 1981 roku był uczestnikiem studenckiego strajku solidarnościowego ze studentami Wyższej Szkoły Inżynierskiej w Radomiu.  
W 1982 roku był założycielem i szefem Akademickiej Grupy Oporu na Politechnice Śląskiej (wydawcy pism „AGO”,„Manifestacji Gliwickiej” i in.), 1982–1983 redaktor „Manifestacji Gliwickiej”, „AGO” i „Stanu Ducha”, w tym samym roku był współautorem i wydawcą zbioru wierszy Reduta Śląska (druk: Wydawnictwo AGO). Pod kierownictwem Tadeusza Drzazgowskiego współorganizował manifestacje 3 maja i 31 sierpnia 1982 roku w Gliwicach.
25 września 1985 roku został aresztowany, a 12 maja 1986 roku skazany wyrokiem Sądu Rejonowego w Gliwicach na 2 lata więzienia, zwolniony we wrześniu 1986 roku na mocy amnestii. W 1988 roku był współtwórcą sieci informacyjnej o sytuacji w górnictwie dla Radia Wolna Europa, 25 sierpnia 1988 roku został zatrzymany na 48 godz. za zbieranie materiałów o strajkach górniczych; 3 maja 1989 roku był organizatorem ostatniej manifestacji gliwickiej. W latach 1982–1989 był rozpracowywany przez KR MO w Gliwicach/Wydz. III-1 WUSW w Katowicach w ramach KE krypt. „Redaktor”, SOR: „Wiosna”, „Balon” oraz „Samodzielni”.
W 1989 roku był współzałożycielem Gliwicko-Zabrzańskiego Komitetu Obywatelskiego „Solidarność”, a w latach 1990–1991 przewodniczącym Gliwickiego Komitetu Obywatelskiego „S”, W listopadzie 1990 był przewodniczącym Krajowej Konferencji Komitetów Obywatelskich w Warszawie. W grudniu 1989 z grupą działaczy doprowadził do wyboru (jeszcze przez Miejską Radę Narodową w Gliwicach) pierwszego w Polsce prezydenta miasta z „Solidarności”, Zbigniewa Pańczyka. W 1990 roku był współzałożycielem Partii Chrześcijańskich Demokratów.
W latach 1994–2002 pełnił funkcję wiceprezydenta Gliwic. W latach 1995–2000 był prezesem Aeroklubu Gliwickiego. W latach 2003–2016 był kierownikiem Radiostacji Gliwice, a w latach 2017–2023 zastępcą redaktora naczelnego miesięcznika „Śląsk”.

## Ordery i odznaczenia
- Krzyż Komandorski Orderu Odrodzenia Polski (2007)[7]
- Krzyż Wolności i Solidarności (2015)[5]
- Medal „Pro Patria” (2016)
- Medal 75-lecia Aeroklubu Polskiego (1995)

## Książki
- Reduta Śląska – poezja wojennej zimy, WAGO, Gliwice 1982 (zbiór wierszy różnych autorów, wydanie konspiracyjne, anonimowe pod red. A. Jarczewskiego; wydanie drugie, jawne – WAGO 1990).
- Stan Ducha, WAGO, Gliwice 1983 (zbiór opowiadań, wydanie konspiracyjne, anonimowe).
- Vademecum strajkującego studenta, WAGO 1991 (zbiór reportaży ze strajku studentów z roku 1981 pod red. A. Jarczewskiego; wydanie jawne z kompletem nazwisk autorów).
- Jak złowić Opla, Wydawnictwo Municipium, Warszawa 1996.
- Szychtownica, czyli szlachetnego trudu górniczego niewiarygodnie szczere opisanie, Wydawnictwo Górnicze, Katowice 1998 (wydanie I); Wydawnictwo Naukowe „Śląsk”, Katowice 2024 (wyd. IV, rozszerzone).
- Europoliteja. Rozprawa o ustroju, Wydawnictwo Dante, Kraków 2007.
- Provokado. Gliwice, 31.08.1939. Gawędy Klucznika Radiostacji dla Gimnazjalistów wyższej klasy, Muzeum w Gliwicach, 2008.
- Selma (powieść), Biblioteka Encyklopedii Solidarności, Wydawnictwo Pokolenie, Katowice 2012.
- Prawda po epoce post-truth, Wydawnictwo Naukowe „Śląsk”, Katowice 2017.
- Czasownikowa teoria dobra, Wydawnictwo Naukowe „Śląsk”, Katowice 2018.
- Dyfamacja gliwicka 1939, Wydawnictwo Naukowe „Śląsk”, Katowice 2021.
- Wprowadzenie do etyki czasownikowej, Wydawnictwo Naukowe „Śląsk”, Katowice 2022.
- Synchronizacja kształcenia i zatrudnienia (wczoraj – dziś – jutro), Wydawnictwo Naukowe „Śląsk”, Katowice 2022 (współautor: Bohdan Łukaszewicz).
- The Verbal Philosophy of Real Time, Cambridge Scholars Publishing, Newcastle 2020.
- The Role of Defamation in the Outbreak of War: The Cases of 1939 and 2022, Cambridge Scholars Publishing, Newcastle 2022, 2023.